# 1970 nos jogos eletrônicos
No início da década de 1970, os jogos eletrônicos existiam quase exclusivamente como curiosidades compartilhadas entre programadores e técnicos com acesso a computadores, principalmente em instituições de pesquisa e grandes empresas. O ano de 1970 marca o início de uma indústria de jogos comerciais, à medida que as primeiras empresas começam a trabalhar em hardware comercial para jogos eletrônicos. Isso inclui a Syzygy, mais tarde conhecida como Atari, que iniciou o desenvolvimento do jogo Computer Space (1971), e o trabalho da Magnavox no que viria a ser o Odyssey (1972).

## Eventos
- Nolan Bushnell e Ted Dabney da Syzygy começam a trabalhar em Computer Space durante seus fins de semana livres enquanto trabalham na Ampex. O aparelho só seria lançado no ano seguinte.[1]
- Março: negociações de licenciamento começam na Magnavox para o desenvolvimento do hardware de jogos eletrônicos "Skill O Vision", mais tarde renomeado Odyssey.[2]
- Abril: Adelson-Velsky, Arlazov, Bitman, Zhivotovskii e Uskov publicam Programming a computer to play chess na Russian Mathematical Surveys. Além de discutir os problemas matemáticos envolvidos, a publicação inclui registros de humanos jogando xadrez contra o computador.[3]
- 1 a 3 de setembro: o primeiro Campeonato Norte-Americano de Xadrez Computadorizado é organizado pela Association for Computing Machinery. O vencedor é Chess 3.0, programado por David Slate, Larry Atken e Keith Gorlen da Universidade do Noroeste. Os outros competidores são The Daly CP (Chris Daly & Kenneth King), J. Biit (Universidade Columbia), COKO III (Universidade da Califórnia & Bell Telephone Laboratories),[4] SCHACH (Universidade A&M do Texas) e Marsland CP (Tony Marsland).[5][6]
- 12 de setembro: Chris Gaylor, um estudante da Syosset High School, programa o jogo de mainframe Highnoon. [7]
- 24 de dezembro: um especial de véspera de natal de Tomorrow's World da BBC inclui Raymond Baxter e Graham Hill competindo em um jogo de corrida rudimentar programado por Ray Bradshaw, com as funcionárias do centro de dados Anna Norie e Margaret Watson operando os terminais.[8]